# Leptogorgia florae
Leptogorgia florae is een zachte koraalsoort uit de familie Gorgoniidae. De koraalsoort komt uit het geslacht Leptogorgia. Leptogorgia florae werd in 1868 voor het eerst wetenschappelijk beschreven door Verrill. 